# Giải Charles S. Mott
Giải Charles S. Mott (tiếng Anh: Charles S. Mott Prize) là một giải thưởng của "Quỹ nghiên cứu Ung thư của hãng General Motors" dành cho công trình nghiên cứu xuất sắc về nguyên nhân hay cách phòng ngừa bệnh ung thư.
Giải này cùng với Giải Kettering và Giải Alfred P. Sloan, Jr. là một trong 3 giải thưởng của "Quỹ nghiên cứu Ung thư của hãng General Motors", được trao hàng năm - từ năm 1979 đến năm 2005 - với khoản tiền thưởng là 250.000 dollar Mỹ. Sau đó vì ngân sách của hãng General Motors bị eo hẹp, nên hãng đã hợp nhất giải này cùng Giải Kettering và Giải Alfred P. Sloan, Jr. thành một giải duy nhất gọi là "Giải nghiên cứu Ung thư của hãng General Motors" với cùng khoản tiền thưởng là 250.000 dollar Mỹ.
Năm 2006, người đoạt "Giải nghiên cứu Ung thư của hãng General Motors" là Napoleone Ferrara.
Sau năm 2006, giải thưởng nói trên của hãng General Motors đã bị bãi bỏ.

## Những người đoạt giải
- 2005 Gerald Wogan[3]
- 2004 Charles J. Sherr[4]
- 2003 Yuan Chang và Patrick S. Moore
- 2002 Richard Peto
- 2001 Frank E. Speizer và Walter Willett
- 2000 Bert Vogelstein
- 1999 Arnold J. Levine[5]
- 1998 Suzanne Cory và Stanley J. Korsmeyer
- 1997 M. Judah Folkman
- 1996 Paul L. Modrich và Richard D. Kolodner
- 1995 Frederick Pei Li và Joseph F. Fraumeni
- 1994 Tony Hunter
- 1993 Carlo Croce[6]
- 1992 Brian MacMahon
- 1991 Peter K. Vogt[7]
- 1990 Webster K. Cavenee và Raymond L. White[8]
- 1989 Peter C. Nowell và Janet D. Rowley
- 1988 Alfred Knudsen
- 1987 R. Palmer Beasley và Jesse Summers
- 1986 Harald zur Hausen[9]
- 1985 J. Christopher Wagner
- 1984 Robert C. Gallo
- 1983 Bruce Ames
- 1982 Denis P. Burkitt
- 1981 Takashi Sugimura
- 1980 James A. Miller và Elizabeth C. Miller[10]
- 1979 Sir Richard Doll